# Quinn the Eskimo (Mighty Quinn)
Ev’ry girl and boy
 
But when Quinn the Eskimo gets here
 
Ev’rybody’s gonna jump for joy
 
Come all without, come all within
 
You’ll not see nothing like the mighty Quinn»
tutti, ragazzi e ragazze
 
ma quando Quinn l'eschimese arriverà
 
tutti salteranno per la gioia
 
Venite tutti dentro e fuori
 
Non vedrete mai niente come il mitico Quinn»
(Quinn the Eskimo (The Mighty Quinn), Bob Dylan)
Quinn the Eskimo (Mighty Quinn) è un brano musicale folk rock composto da Bob Dylan ed originariamente inciso durante le sessioni dei The Basement Tapes nel 1967. La canzone venne pubblicata per la prima volta nel gennaio 1968 con il titolo Mighty Quinn dal gruppo rock britannico Manfred Mann e ottenne un ottimo successo di classifica. In seguito è stata reinterpretata da numerosi artisti, spesso con il titolo abbreviato in Mighty Quinn.

## Il brano
Nonostante la cover dei Manfred Mann avesse raggiunto il primo posto in classifica in Gran Bretagna, Dylan, non tenne mai particolarmente in considerazione la canzone, definendola nulla più di una semplice "ninna ninna", e pubblicò la propria versione solo due anni dopo, tra l'altro in una versione dal vivo proveniente dall'esibizione al Festival dell'isola di Wight del 31 agosto 1969, nel controverso album Self Portrait.
Il soggetto della canzone è l'arrivo in città del "mitico Quinn" (un eschimese), in grado di tramutare le sofferenze in gioia e il caos in pace, attirando anche l'attenzione degli animali. Presumibilmente Dylan per il titolo della canzone si ispirò al personaggio interpretato da Anthony Quinn nel film Ombre bianche del 1960. Nel 2004 un articolo apparso sul Chicago Tribune avanzò l'ipotesi che il titolo del brano derivasse da Gordon Quinn, cofondatore della Kartemquin Films, che aveva dato a Dylan e Howard Alk assistenza non accreditata per il montaggio del documentario Eat the Document.

### Variazioni del titolo
La prima uscita ufficiale della canzone ad opera dei Manfred Mann, che salì in vetta alla classifica inglese nel febbraio 1968, si ebbe a nome Mighty Quinn. Quando Dylan pubblicò la versione live della canzone nel suo album Self Portrait, nel giugno 1970, la traccia venne indicata come The Mighty Quinn (Quinn the Eskimo). Questo titolo venne mantenuto quando la stessa versione dal vivo fu inclusa nella compilation Bob Dylan's Greatest Hits, Vol. 2 nel novembre 1971. Quando la registrazione originale di Dylan datata 1967 proveniente dai "basement tapes" venne infine alla luce pubblicata sul cofanetto antologico Biograph del 1985, il pezzo venne intitolato Quinn the Eskimo (The Mighty Quinn); e questo è il titolo ufficiale della canzone indicato sul sito web ufficiale di Bob Dylan.

## Curiosità
Il ritornello della canzone, “Come all without, come all within, you’ll not see nothing like the mighty Quinn”, viene solitamente utilizzato dai tifosi della squadra inglese di rugby degli Harlequins di Londra, sostituendo la parola Quins – tradizionale abbreviazione del nome della squadra Harlequins – all’originale della canzone “Quinn”.